# 에르네스토 삼페르 피사노
에르네스토 삼페르 피사노(스페인어: Ernesto Samper Pizano, 1950년 8월 3일~)는 콜롬비아의 제29대 대통령으로, 1994년부터 1998년까지 그 권한을 맡았다. 마약 스캔들로 인해 1998년 총선에서 크게 패하였다.
보고타에서 대기업 가문의 아들로 태어났다. 하베리나 로마 교황 대학에서 법률을 전공하고 1974년부터 1981년까지 콜롬비아 금융협회 의장직을 맡았다. 하킨 스트로우스 루세나와 결혼했다.
1974년 콜롬비아 자유당에 입당하였고, 1982년에는 전 대통령 알폰소 로페스 미첼센을 지지하였다. 하지만 미첼센은 보수우파 정치인 벨리사리오 베탕쿠르에게 크게 패하였다.
1982년부터 1984년까지 쿤디나마르카 지방의 의원직을 맡았다. 또한 그는 보고타 의회 대리인직을 맡았고, 상원의원직을 여러번 재임했다.
1991년부터 1993년까지는 주콜롬비아스페인대사관의 대사직을 맡았고, 1994년 총선에서 안드레스 파스트라나를 제치고 당선되었다. 하지만 임기 초반부터 온갖 부패 행위를 저질렀고, 급기야 대마초 카르텔을 통해 얻은 자금으로 선거 운동을 했다는 사실이 발각되면서 기소되었다. 이러한 부정부패 행위에 대해 모든 책임을 져야 했지만, 자신은 모른 척 했다. 이러한 행위로 인해 그의 인기는 점점 떨어졌고, 1998년 총선에 출마했지만 안드레스 파스트라나에게 패하였다.
1996년 10월 24일에는 대한민국을 방문하여 한국-콜롬비아 우호증진을 위한 협상을 하기도 했다.

## 역대 선거 결과
| 선거명      | 직책명            | 대수 | 정당            | 1차 득표율 | 1차 득표수  | 2차 득표율 | 2차 득표수  | 결과 | 당락                 |
| ----------- | ----------------- | ---- | --------------- | ---------- | ----------- | ---------- | ----------- | ---- | -------------------- |
| 1994년 선거 | 콜롬비아의 대통령 | 29대 | 콜롬비아 보수당 | 45.30%     | 2,623,210표 | 50.57%     | 3,733,336표 | 1위  | 콜롬비아 대통령 당선 |